# 1970 en musique classique
| \| • Retour à la chronologie générale de la musique classique • \| |
| Grèce • Rome • Haut Moyen Âge • VIIIe siècle • IXe siècle • Xe siècle • XIe siècle XIIe siècle • XIIIe siècle • XIVe siècle • XVe siècle • XVIe siècle • XVIIe siècle XVIIIe siècle • XIXe siècle • XXe siècle • XXIe siècle |
| • Retour à la chronologie générale de la musique classique • |

| Années en musique classique : 1967 - 1968 - 1969 - 1970 - 1971 - 1972 - 1973    |
| Décennies en musique classique : 1940 - 1950 - 1960 - 1970 - 1980 - 1990 - 2000 |

## Événements

### Créations
- 4 mai : Phase Patterns de Steve Reich, créé à New York.
- 27 juin : le Concerto pour piano no 2 de Frank Martin, créé par Paul Badura-Skoda sous la direction de Jerzy Semkow.
- 25 juillet : Tout un monde lointain… d'Henri Dutilleux, créé par Mstislav Rostropovitch au Festival d'Aix-en-Provence.
- 14 octobre : le Concerto pour violoncelle de Witold Lutosławski, créé à Londres par Mstislav Rostropovitch.
- 2 décembre : The Knot Garden, opéra de  Michael Tippett, créé à Covent Garden de Londres sous la direction de Colin Davis.
- 18 décembre : la Sonate pour saxophone alto et piano d'Edison Denisov est créée par Jean-Marie Londeix accompagné de  Milton Grainger lors du deuxième Congrès mondial du saxophone à Chicago[1].

#### Date indéterminée
- Steve Reich compose Four Organs, œuvre dans le style de la musique minimaliste pour quatre orgues électroniques, créée la même année au Musée Solomon-R.-Guggenheim par le compositeur et des membres de son ensemble.

### Autres
- 1er janvier : concert du nouvel an de l'orchestre philharmonique de Vienne au Musikverein, dirigé par Willi Boskovsky.

#### Date indéterminée
- À l'occasion du bicentenaire de la naissance de Beethoven, le thème musical de l'Ode à la joie est choisi comme hymne européen (arrangement de Herbert von Karajan).
- Fondation du Collegium Vocale Gent par Philippe Herreweghe.

## Prix
- Garrick Ohlsson obtient le 1er prix de piano du Concours international de piano Frédéric-Chopin.
- Vladimir Kraïnev et John Lill obtiennent le 1er prix ex æquo de piano du Concours international Tchaïkovski.
- Gidon Kremer obtient le 1er prix de violon du Concours international Tchaïkovski.
- Sergiu Celibidache reçoit le Léonie Sonning Music Award.

## Naissances

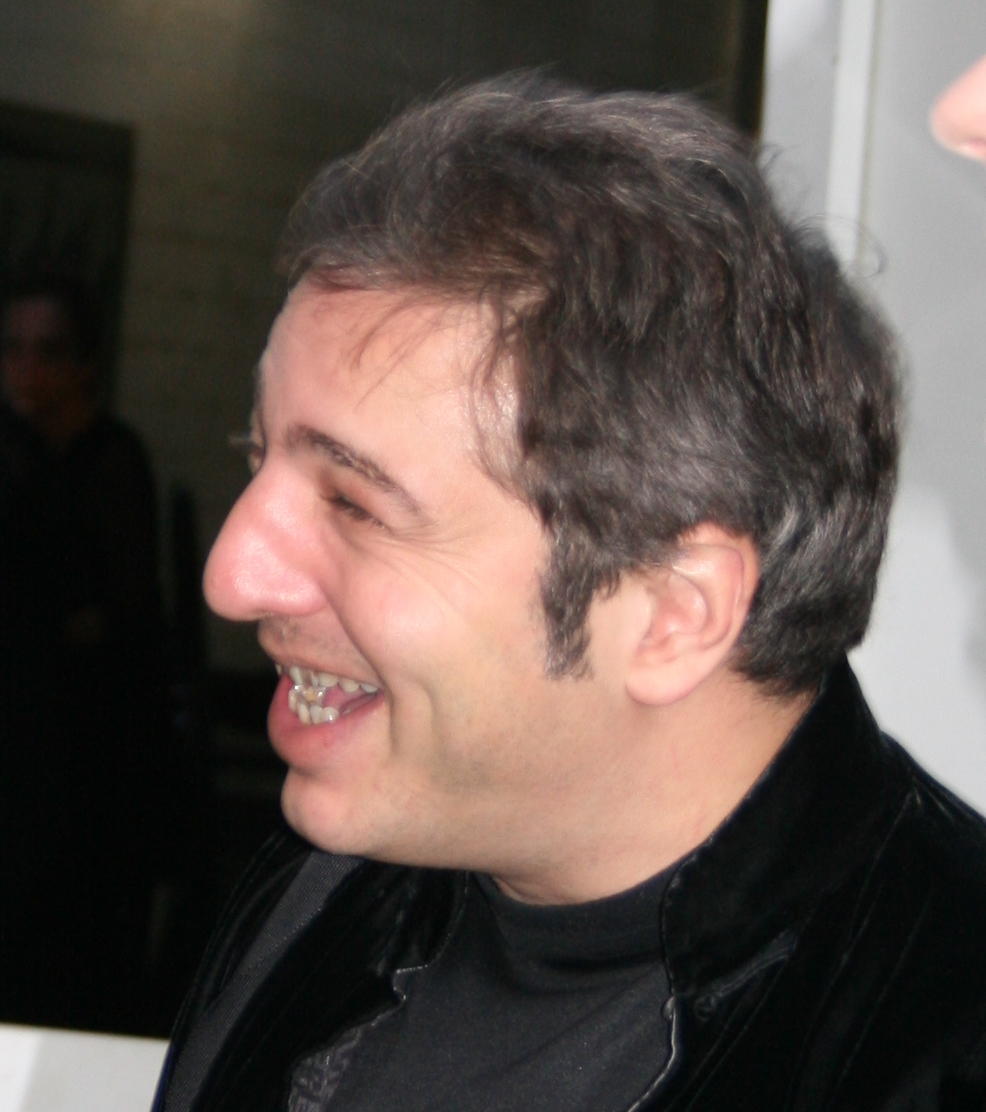
Fazıl Say

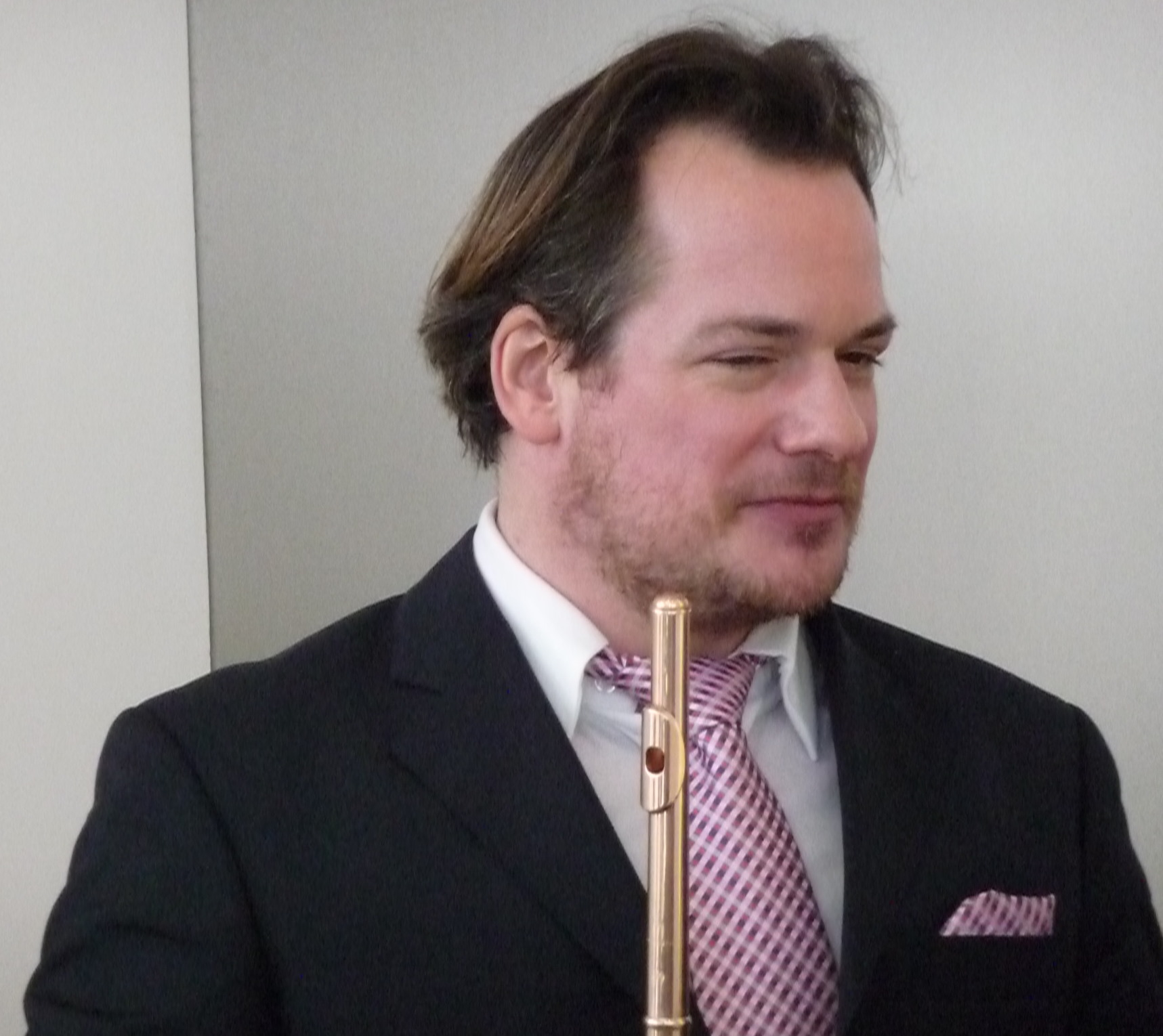
Emmanuel Pahud

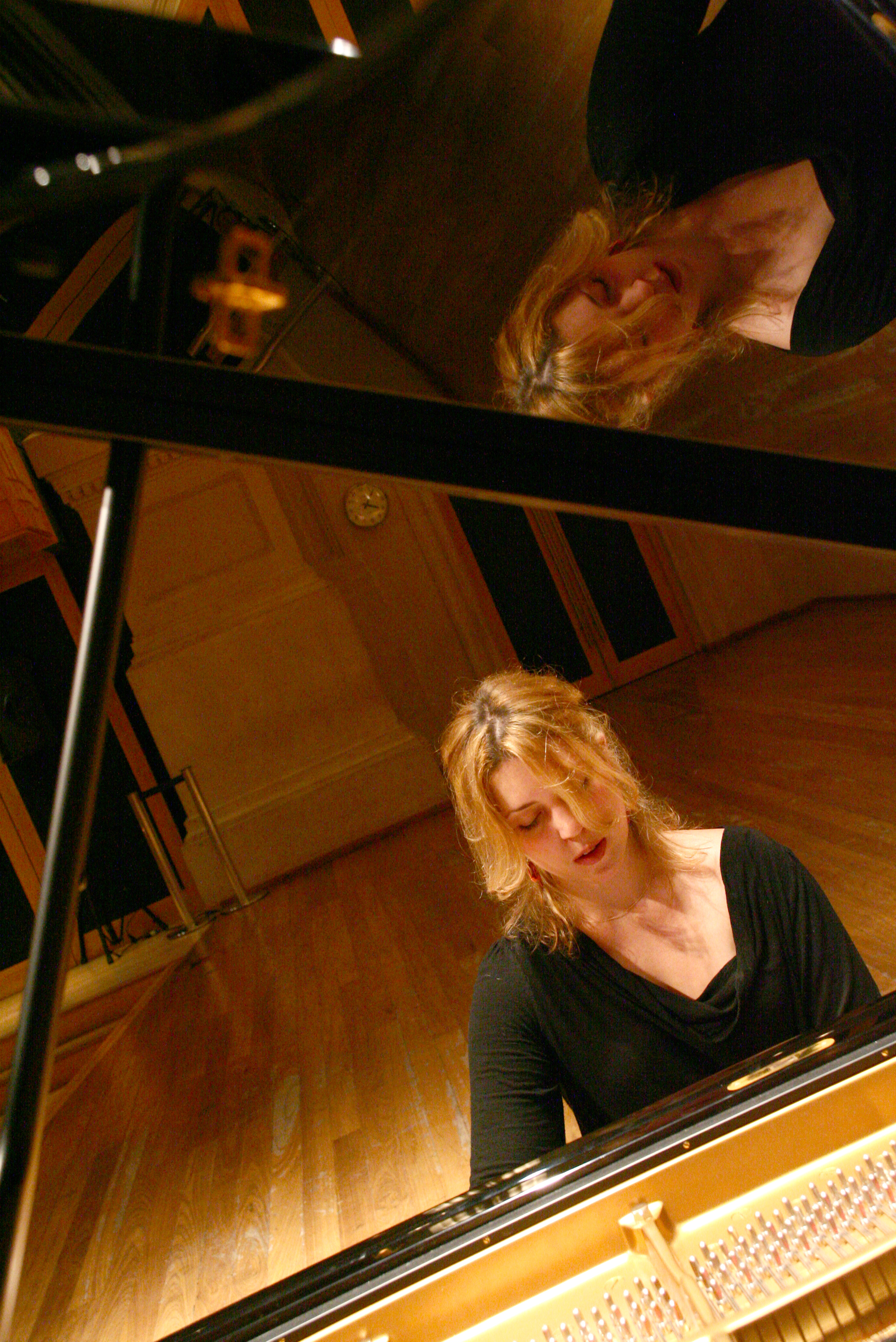
Gabriela Montero

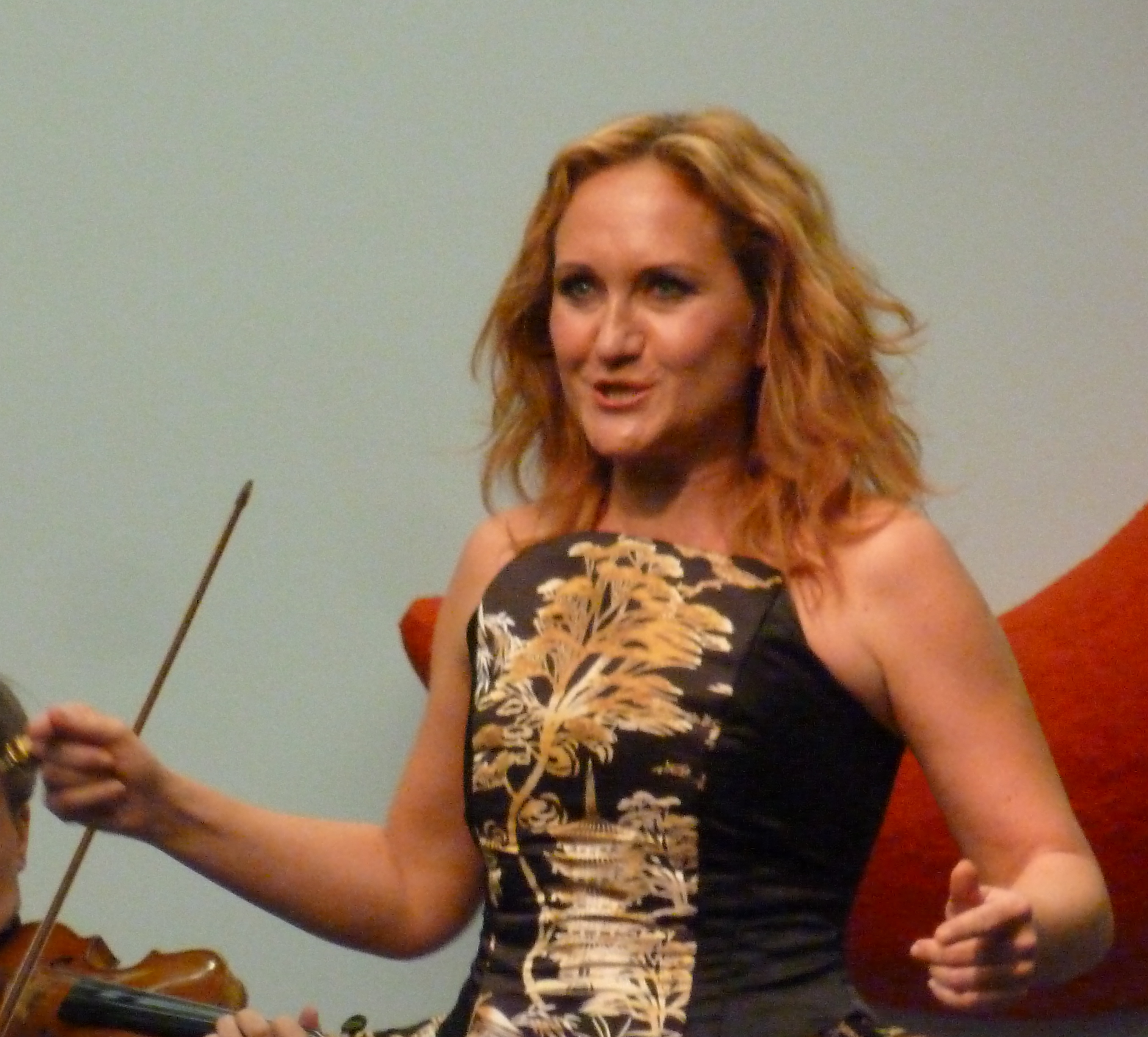
Simone Kermes

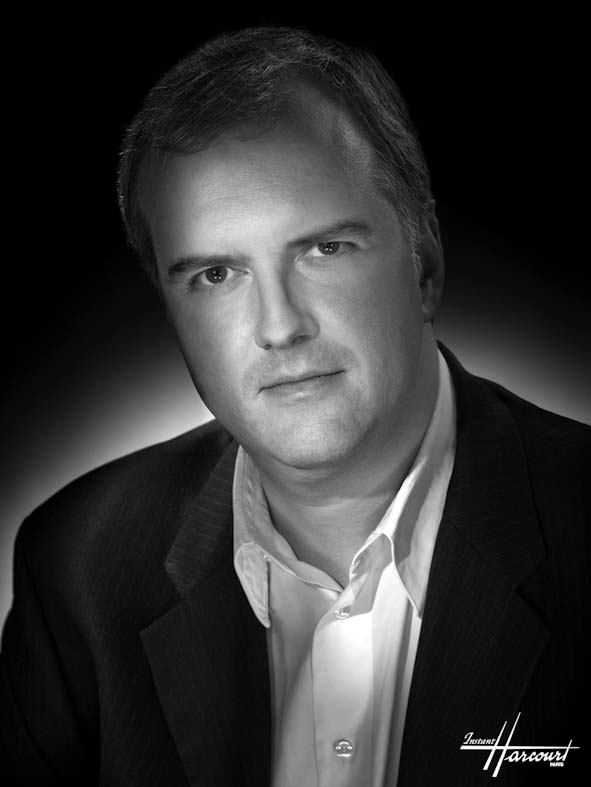
Nicholas Angelich

- 5 janvier : Markus Groh, pianiste allemand.
- 14 janvier : Fazıl Say, pianiste et compositeur turc.
- 21 janvier : Bruno Maurice, accordéoniste et compositeur français.
- 27 janvier : Emmanuel Pahud, flûtiste suisse.
- 7 février : Marzena Komsta, compositrice polonaise de musique contemporaine.
- 10 février : Peter Boyer, compositeur et chef d'orchestre américain.
- 18 février : Tuomas Turriago, pianiste et chef d'orchestre finlandais.
- 26 février : Linda Brava, violoniste finlandaise.
- 27 février : Patricia Petibon, soprano française.
- 28 février : Dirk Maassen, pianiste et compositeur allemand.
- 1er mars : Alison Stephens, mandoliniste anglaise († 10 octobre 2010).
- 27 mars : Mauricio Vallina, pianiste cubain.
- 30 mars : Ricardo Bernal, ténor mexicain.
- 7 avril : Leif Ove Andsnes, pianiste norvégien.
- 13 avril : Esteban Benzecry, compositeur, de nationalité française et argentine.
- 22 avril : Tomomi Nishimoto, chef d'orchestre japonaise.
- 26 avril :
  - Eva-Maria Westbroek, soprano d'opéra néerlandaise.
  - Stephen Salters, baryton américain.
- 30 avril : Denis Comtet, organiste, pianiste, chef de chœur et chef d'orchestre français.
- 1er mai : Didier Castell-Jacomin, pianiste français.
- 5 mai : Guillaume Connesson, compositeur français.
- 10 mai : Gabriela Montero, pianiste vénézuélienne.
- 14 mai : Juliette Hurel, flûtiste française.
- 15 mai : Anne Akiko Meyers, violoniste américaine.
- 17 mai : Simone Kermes, soprano colorature allemande.
- 3 juin : Valéry Aubertin, organiste, compositeur et chef de chœur français.
- 13 juin : David Braid, compositeur britannique.
- 24 juin : Félix Rienth, ténor suisse.
- 2 juillet : Henri Demarquette, violoncelliste français.
- 3 août : Itamar Golan, pianiste israélien.
- 31 août : Daria van den Bercken, pianiste néerlandaise.
- 8 septembre : Lars Vogt, pianiste et chef d'orchestre allemand († 5 septembre 2022).
- 20 septembre : Sveinung Bjelland, pianiste norvégien.
- 1er octobre : Adele Anthony, violoniste classique américaine.
- 13 octobre : Paul Potts, ténor britannique.
- 4 novembre : Malena Ernman, chanteuse d'opéra mezzo-soprano lyrique suédoise.
- 12 novembre : Oscar Strasnoy, compositeur, chef d'orchestre et pianiste de nationalité française et argentine.
- 14 novembre : Václav Luks, claveciniste, corniste et chef d'orchestre tchèque.
- 16 novembre : Luigi Morleo, percussionniste et compositeur italien.
- 26 novembre : Nathan Gunn, chanteur d'opéra, baryton.
- 2 décembre : Léon Berben, organiste et claveciniste néerlandais.
- 4 décembre : Martin Fröst, clarinettiste suédois.
- 14 décembre : Nicholas Angelich, pianiste américain († 18 avril 2022).
- 30 décembre : Hélène Couvert, pianiste française.

### Date indéterminée
- Martin Bambauer, musicien liturgique et pédagogue allemand.
- David Bruce, compositeur britannique.
- Adam Czulak, pianiste polonais.
- Bertrand Dermoncourt, journaliste et auteur d'ouvrages sur la musique, notamment la musique classique.
- Philippe Forget, chef d'orchestre et compositeur français.
- Emmanuel Garnier, pianiste français.
- Sascha Goetzel, chef d'orchestre autrichien.
- Nicolas Hodges, pianiste anglaise.
- Brigitte Hool, soprano suisse.
- Patrick Kearney, guitariste classique québécois.
- Hanno Müller-Brachmann, baryton-basse allemand.
- Jean-François Novelli, ténor français.
- Hiromi Omura, soprano japonaise.
- Kumiko Ōmura, compositrice japonaise.
- Pascal Pistone, musicologue, compositeur et pianiste franco-italien.
- Vsevolod Polonski, compositeur et chef d'orchestre russe.
- Olivier Pons, violoniste français.
- Laurent Quénelle, violoniste français.
- Kwamé Ryan, chef d'orchestre canadien.
- Klaus Florian Vogt, ténor allemand.
- Patrick Zygmanowski, pianiste et professeur de piano français.

## Décès

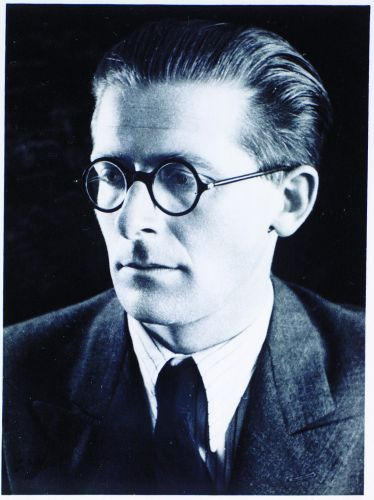
Blaž Arnič

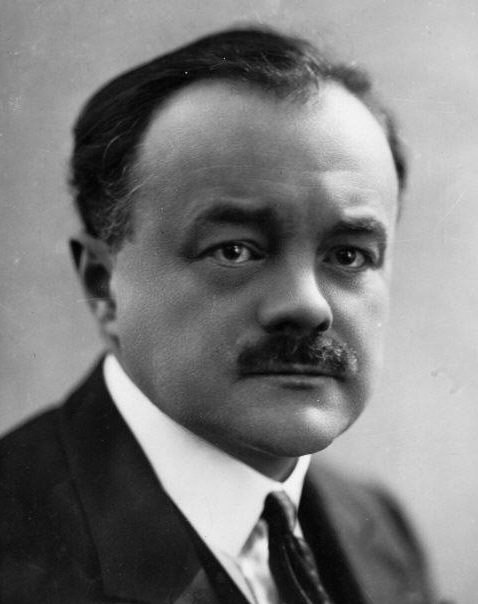
Albert Wolff

- 5 janvier : Roberto Gerhard, compositeur espagnol, naturalisé britannique (° 25 septembre 1896).
- 8 janvier : Jani Christou, compositeur grec (° 8 janvier 1926).
- 15 janvier : Vytautas Bacevičius, compositeur lituanien (° 9 septembre 1905).
- 25 janvier : Jane Bathori, mezzo-soprano française (° 14 juin 1877).
- 1er février : Blaž Arnič, compositeur slovène (° 31 janvier 1901).
- 2 février : Jaroslav Vogel, chef d'orchestre, compositeur et musicologue tchèque (° 11 janvier 1894).
- 20 février : Albert Wolff, chef d'orchestre et compositeur français (° 19 janvier 1884).
- 23 février : Hertha Klust, pianiste allemande (° 2 juillet 1903).
- 26 février : Ethel Leginska, pianiste, compositrice et chef d'orchestre (° 13 avril 1886).
- 10 mars : Fritz Münch, musicologue et chef d'orchestre français (° 2 juin 1890).
- 15 mars : Gustave Cloëz, chef d'orchestre français (° 3 août 1890).
- 16 mars : Vera Dénes, violoncelliste et pédagogue hongroise (° 12 mars 1915).
- 20 mars : Walter Bricht, pianiste et compositeur américain d’origine autrichienne (° 9 septembre 1904).
- 28 avril : Benoît Verdickt, organiste, chef de chœur, compositeur et professeur de musique canadien d'origine belge (° 27 septembre 1884).
- 13 mai : Émile Colonne, baryton français de la troupe du théâtre de la Monnaie de Bruxelles (° 18 avril 1885).
- 16 juin : Heino Eller, compositeur et pédagogue estonien (° 7 mars 1887).
- 4 juillet : Giovanni Biamonti, musicologue italien (° 12 octobre 1889).
- 12 juillet : François Étienne, clarinettiste classique français (° 12 avril 1901).
- 16 juillet : Hector Gratton, compositeur, arrangeur, chef d'orchestre, pianiste et professeur de musique québécois (° 13 août 1900).
- 29 juillet :
  - John Barbirolli, chef d'orchestre et violoncelliste britannique (° 2 décembre 1899).
  - Ionel Perlea, chef d'orchestre (° 13 décembre 1900).
  - George Szell, chef d'orchestre et pianiste hongrois puis américain (° 7 juin 1897).
- 10 août : Bernd Alois Zimmermann, compositeur allemand (° 20 mars 1918).
- 16 août : Clara Clairbert, soprano belge (° 21 février 1899).
- 2 septembre : Mercedes Llopart, soprano espagnole (° 1895).
- 1er octobre : Petar Konjović, compositeur serbe (° 5 mai 1883).
- 2 octobre : Bo Linde, compositeur suédois (° 1er janvier 1933).
- 9 octobre : Claude Rostand, musicologue, musicographe et critique musical français (° 3 décembre 1912).
- 21 octobre : Eugène Lapierre, organiste, professeur, compositeur, musicographe canadien (° 8 juin 1899).
- 22 octobre : Samson François, pianiste français (° 18 mai 1924).
- 1er novembre : Georg Ludwig Jochum, chef d'orchestre allemand (° 10 décembre 1909).
- 19 novembre : Maria Yudina, pianiste russe (° 9 septembre 1899).
- 22 novembre : Henri Gil-Marchex, pianiste et compositeur français (° 17 décembre 1892).
- 19 décembre : Giulia Recli, compositrice et essayiste italienne (° 1890.
- 25 décembre : Jeanne Thieffry, compositrice française (° 7 janvier 1886).
- 31 décembre : Cyril Scott, compositeur, poète, écrivain et philosophe anglais (° 27 septembre 1879).

### Date indéterminée
- Tasso Janopoulo, pianiste français (° 16 octobre 1897).